# 維也納德比
維也納德比（Wien derby）是指奧地利首都維也納兩支球隊奧地利維也納和維也納快速之間的同城德比大戰。兩家球隊贏得的榮譽比奧地利其他任何球隊獲得的都多，在奧地利全國都有很多球迷。兩隊已經交戰299次，維也納快速獲勝124次，奧地利維也納獲勝109次，另有66場比賽是平局。